# Giovanni Jatta
Pour les articles homonymes, voir Jatta.
Giovanni Jatta (Ruvo di Puglia, 21 octobre 1767 – Ruvo di Puglia, 9 décembre 1844) était un magistrat et archéologue napolitain.

## Biographie
Né de Francesco Jatta, natif de Conversano, et de Lucia Jurilli, petit-fils du célèbre médecin Domenico Cotugno, il commença ses études de sciences humaines à Nola, puis se consacra à des études juridiques à Naples.
Les idées libérales qui se sont développées dans la période bonapartiste le conduisirent à participer aux mouvements révolutionnaires de 1799. La chute de la république parthénopéenne de Naples le força à l'exil.
Avocat, il prit cause pour la ville de Ruvo di Puglia contre le régime féodal du comte Ettore Carafa, duc d'Andria.

### Carrière dans la magistrature napolitaine
Durant le règne de Joseph Bonaparte et de Joachim Murat, il entra dans la magistrature en tant que procureur général et membre du conseil d'Etat de Naples, comme législateur et juriste. Au retour des Bourbons et avec la création Royaume des Deux-Siciles, il se retira de la vie publique napolitaine et se consacra à l'étude du grec classique et du latin.

### Essayiste et archéologue
Il a écrit l'ouvrage Scène historique de l'ancienne ville de Ruvo durant l'époque peucète, publié l'année de sa mort, en février 1844. Ce travail est consacré en partie à la période la plus florissante de la ville de Ruvo di Puglia, sa ville natale. Ruvo fut une ville antique importante, notamment en raison de son activité artistique (production de cratères : vases antiques) à l'époque de la Grande-Grèce.
Au tournant des XVIIIe et XIXe siècles, Givoanni Jatta a été contaminé par l'enthousiasme des fouilles d'Herculanum et de Pompéi ainsi que de l'intense ferveur de la recherche archéologique en Grèce et en Italie. Le fait que sa ville natale fut une des villes les plus importantes de la région à l'époque grecque, comprenant de riches nécropoles, a contribué à développer sa passion d'archéologue.
Il voyagea à la recherche des plus beaux objets dès 1809. Il se constitua une collection d'objets antiques achetés sur le marché des antiquités de Naples. Ensuite, il participa, avec son frère Giulio, à mener une entreprise de fouilles archéologiques à Ruvo di Puglia, dans leur propriété de famille. Giovanni Jatta et son frère, Giulio, mirent toute leur économie et leur énergie pour maintenir sur place leur collection d'œuvres découvertes à Ruvo di Puglia. Avant même l'unification de l'Italie par Garibaldi, ils exprimèrent l'envie de maintenir le patrimoine de la péninsule italienne sur place afin d'empêcher la dispersion à l'étranger de ce patrimoine, dilapidé dans des ventes clandestines sur le marché de l'art napolitain.
Dès 1832, il projette un projet de musée-palais à Ruvo di Puglia pour exposer leur collection.
Cependant Giulio précède Giovanni qui meurt à Ruvo le 9 décembre 1844 sans mener à bien ce projet. Les collections des Jatta devaient partir à Naples mais la veuve de Giulio, Giulia Vesti, s'interposa et contribua à maintenir sur place les œuvres d'art à Ruvo.
La création d'un musée sera concrétisé par le neveu de Giovanni, Giovanni Jatta junior, qui fondera l'actuel musée archéologique national Jatta en 1848.